# Mjölby landskommun
Mjölby landskommun var en tidigare kommun i Östergötlands län.

## Administrativ historik
När 1862 års kommunalförordningar trädde i kraft inrättades i Mjölby socken i Vifolka härad i Östergötland denna kommun.
I landskommunen inrättades 29 september 1899 Mjölby municipalsamhälle.
Landskommunen ombildades 1920 till Mjölby stad. som sedan 1971 ombildades till Mjölby kommun.